# Дрейсхор
Дрейсхор (нід. Dreischor) — село в нідерландській провінції Зеландія. Входить до муніципалітету Схаувен-Дьойвеланд.
Його площа становить 15,58 км², а населення станом на 2021 рік складало 975 осіб.
До 1961 року мало статус окремого муніципалітету.

## Галерея

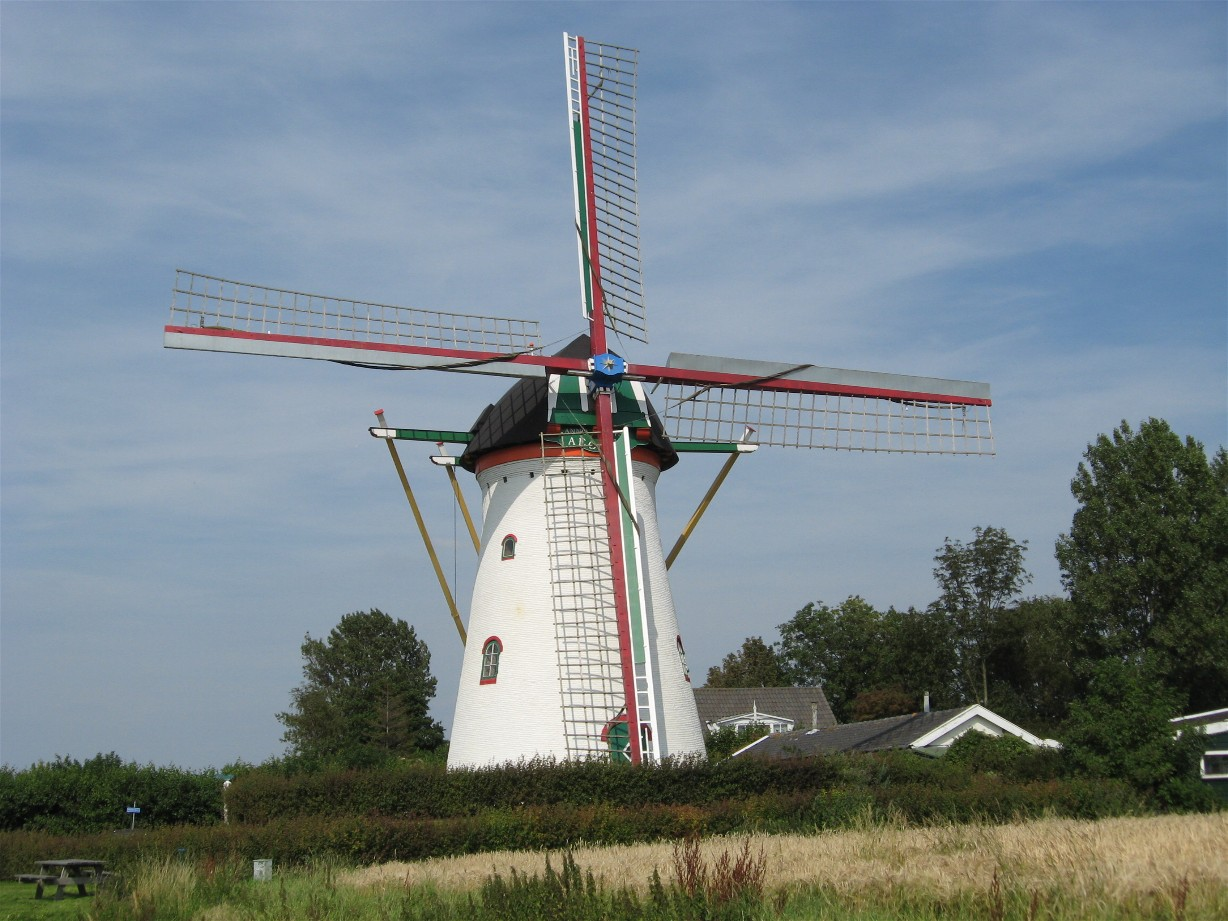
Вітряк у Дрейсхорі
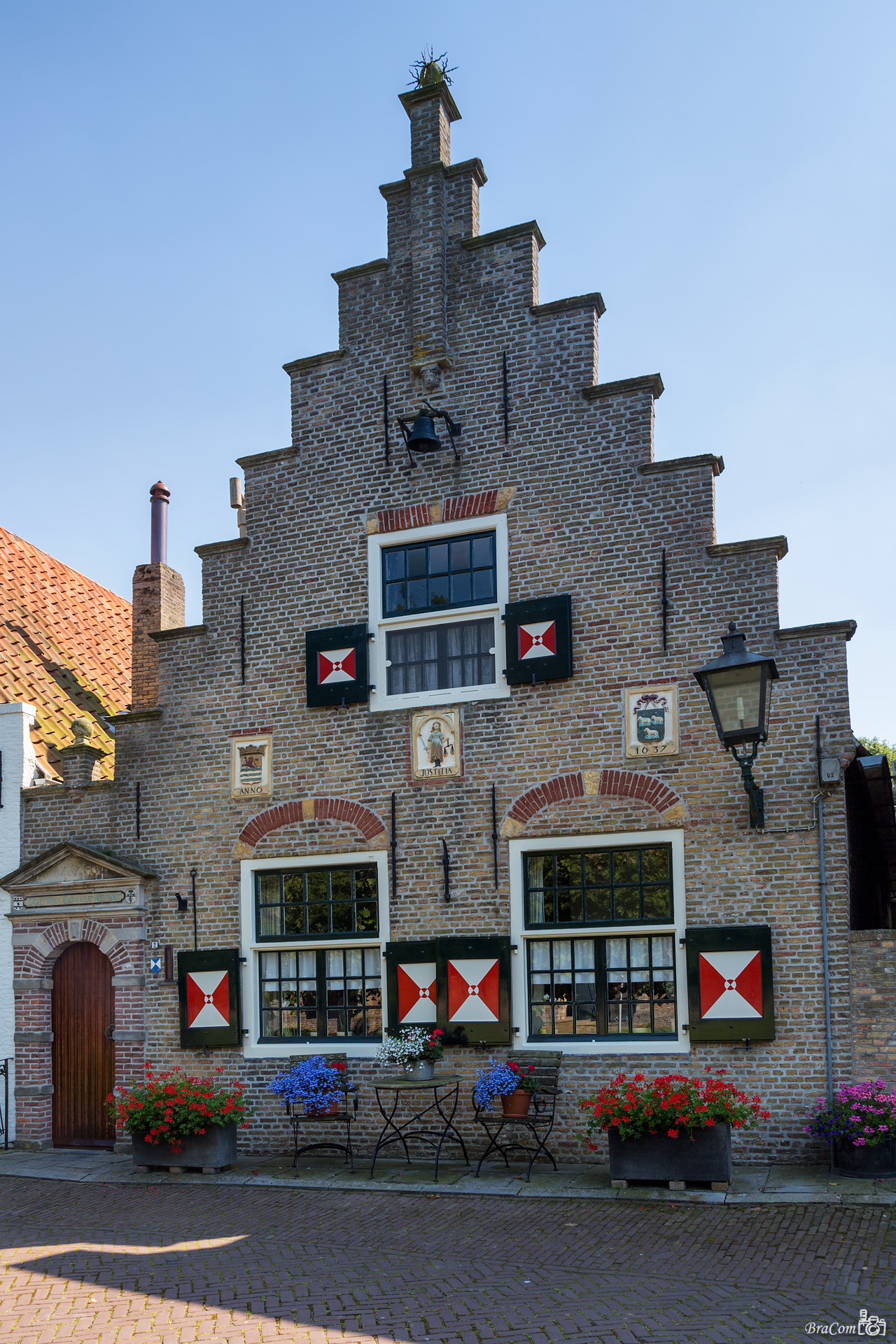
Будівля колишньої мерії
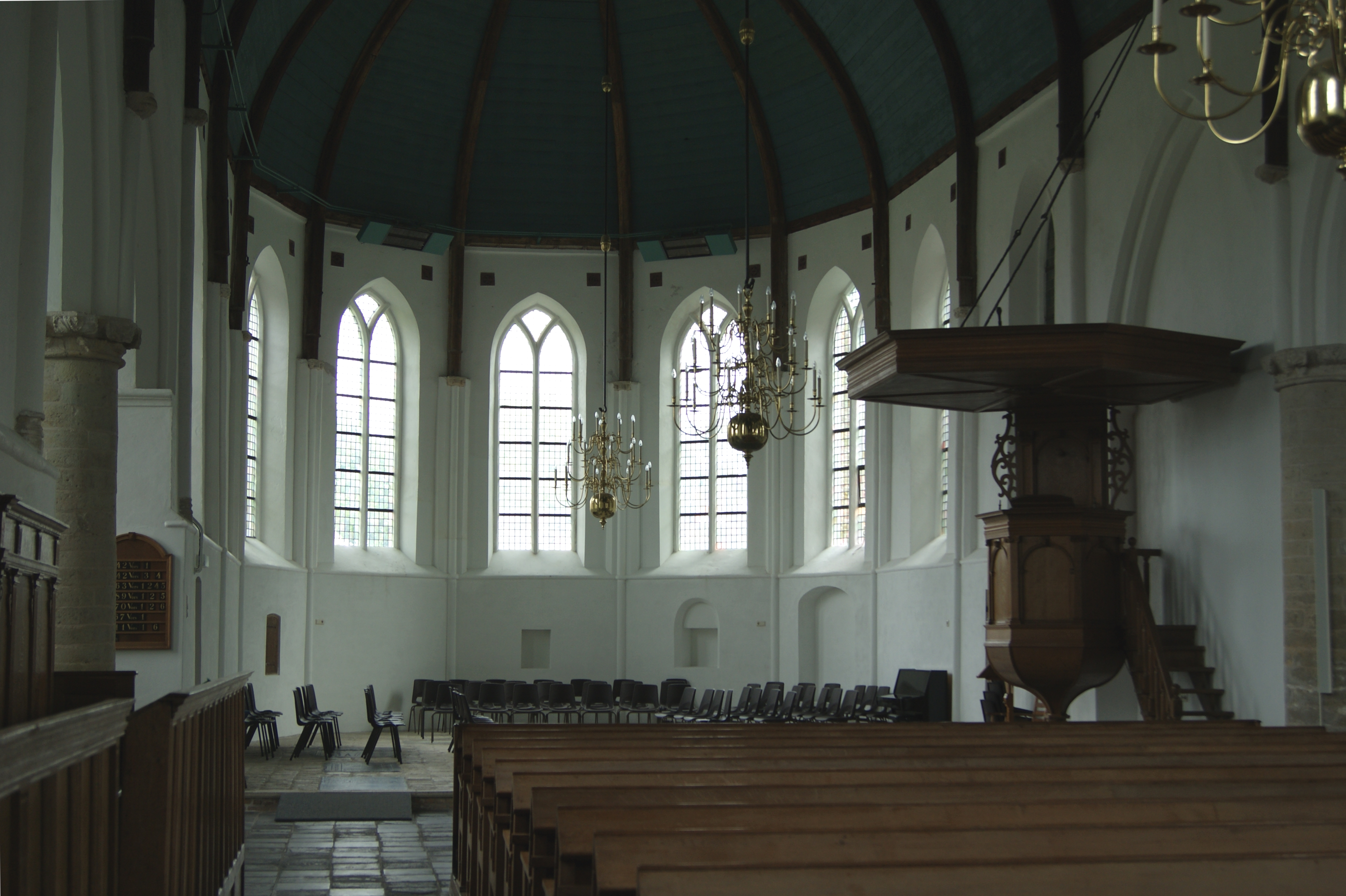
Інтер'єр сільскої церкви